# 핫토리 우노키치
핫토리 우노키치(일본어: 服部 宇之吉, 1867년 4월 30일 ~ 1939년 7월 11일)는 일본의 중국학자이다. 니혼마쓰번 향사(鄕士)의 아들로 태어났다. 도쿄 제국대학 교수, 경성제국대학 총장 등을 역임했다.

## 경력
- 1890년 7월: 제국대학 문과대학 철학과 졸업
- 1891년 9월: 제3고등중학교 교수
- 1894년 9월: 고등사범학교 교수
- 1897년 11월: 문부대신 비서관 겸 문부성 참사관
- 1898년 9월: 고등사범학교 교수 재임
- 1899년 5월: 도쿄 제국대학 문과대학 조교수 겸임
- 1899년 9월: 도쿄 제국대학 전임
- 1902년 7월: 도쿄 제국대학 교수, 문학박사 학위취득
- 1924년 9월: 도쿄 제국대학 문학부장 (~ 1927년 9월)
- 1926년 4월: 경성제국대학 총장 겸임 (~ 1927년 7월)
- 1928년 3월: 도쿄 제국대학 교수 정년퇴임
- 1928년 6월: 도쿄 제국대학 명예교수
- 1929년 2월: 국학원대학장 (~ 1933년 9월)

## 참고 문헌
- 하타 이쿠히코, 《일본근현대인물이력사전》, 도쿄 대학 출판회, 2002년